# Yoko Ono (lied)
Yoko Ono is het dertiende nummer en de derde single van het muziekalbum Runter mit den Spendierhosen, Unsichtbarer! uit 2000 van de Duitse punkrockgroep Die Ärzte. De single verscheen 5 maart 2001 als maxi-cd maar ook als 7"-single in transparent vinyl. De duur van slechts 31 seconden bezorgde het lied een vermelding in het Guinness Book of Records als de kortste single ooit. Ook de videoclip ter lengte van 46 seconden was een record.
De tweeregelige tekst gaat over bedrog. De zanger zingt over zijn relatie en maakt een vergelijking met Yoko Ono.
De synopsis van de videoclip kan over drie zinnen worden uitgebreid. De bandleden stappen in een lift. De kabel knapt. Ze vallen.

## Tracks
1. Yoko Ono (Do Brasil) - 03:06 (02:24 op vinyl)
2. Yoko Ono - 00:31
3. Die Welt ist schlecht - 03:40
4. Yoko Ono (L’Age D’Or Mix) - 01:23
5. Yoko Ono (Video) - 0:46 (alleen op de cd)

## Bezetting
- Farin Urlaub - gitaar, basgitaar, zang
- Bela B. - percussie, zang
- Rodrigo González - basgitaar, gitaar, zang